# Pardosa lapidicina
Pardosa lapidicina là một loài nhện trong họ Lycosidae.
Loài này thuộc chi Pardosa. Pardosa lapidicina được James Henry Emerton miêu tả năm 1885.